# Модератор (IT)
Модера́тор (лат. moderor — зменшую, стримую) — користувач, який має ширші права порівняно зі звичайними користувачами на суспільних інтернет-ресурсах (чатах, форумах, конференціях), зокрема хоча б одне з прав:
- право видаляти чужі повідомлення;
- право редагувати чужі повідомлення;
- право видаляти сторінки користувачів;
- обмежувати користувачів у правах редагування та перегляду сайту (банити).

Модератори також можуть відповідати на загальні питання, а також реагувати на конкретні скарги користувачів.
Точний перелік повноважень і обов'язків модератора на кожному сайті свій. Найчастіше модератор відповідає за дотримання користувачами правил сайту. Наприклад, очищення сайтів від спаму, спамботів тощо.
Обов'язком модератора є управління повсякденними справами форуму чи дискусійного майданчика, що стосуються потоку користувацьких дописів та комунікації. Відносна ефективність цього управління користувачами безпосередньо впливає на якість інтернет-ресурсу загалом, його привабливість і користь як спільноти взаємопов'язаних між собою користувачів.

## Приклади
На багатьох сайтах модератори діють як неоплачувані волонтери, що викликає суперечки та напруженість у суспільстві. На Reddit деякі модератори відкрито висловлювали невдоволення тим, що їхню неоплачувану працю недооцінюють, тоді як інші користувачі сайту звинувачували модераторів у зловживанні спеціальними привілеями доступу для того, щоб діяти як «особи, задіяні у змові» «дрібних тиранів». На 4chan модератори зазнають значних насмішок і презирства. Там їх часто називають прибиральниками (або, ще більш зневажливо, «дженні» (англ. jannie; утворено від janitor +‎ -ie)), зважаючи на те, що їхня робота рівнозначна прибиранню сумнозвісного шітпостингу на іміджбордах.